# Pseudostenophylax mizar
Pseudostenophylax mizar är en nattsländeart som beskrevs av Schmid 1991. Pseudostenophylax mizar ingår i släktet Pseudostenophylax och familjen husmasknattsländor. Inga underarter finns listade i Catalogue of Life.